# Romanha

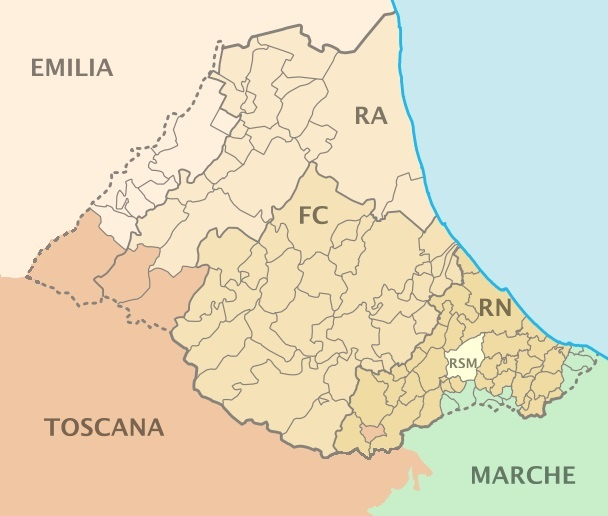
A localização da Romanha sobreposta à divisão política atual da Itália

A Romanha (em italiano Romagna) é uma região histórica da Itália setentrional que atualmente é parte da região da Emília-Romanha.
A Romanha é formada pelas atuais províncias de Ravena, Forlì-Cesena, Rimini e partes da província de Bolonha (cercanias de Imola). Uma pequena parte da Romanha encontra-se também na região das Marcas e da Toscana, bem como de todo o território da República de San Marino.